# Pasvik naturreservat (Norge)
Pasvik naturreservat är ett norskt naturreservat och ramsarområde utmed Pasvik älv norr om Treriksröset i Sør-Varangers kommun i Finnmarks fylke.
Gränsen mellan Ryssland och Norge, som går i djupfåran av Pasvik älv, som också utgör naturreservatets gräns i öster. Naturreservatet på 19 kvadratkilometer upprättades 1993 för att bevara ett förhållanevis orört, ursprungligt våtmarksområde, med en rik natur- och kulturhistoria. Det inrättades ungefär samtidigt som, och som en pendang till, det angränsande större ryska Pasvik Zapovednik (Pasvik naturreservat) på 147 kvadratkilometer. Detta inrättades den 16 juli 1992. Gemensamma norsk-ryska diskussioner om miljön vid Pasvik älv hade påbörjats 1986.
Reservatet gränsar, förutom till Pasvik Zapovednik till Øvre Pasvik nationalpark och Øvre Pasvik landskapsvernområde. Alla områdena utgör numera, tillsammans med finländska Vätsäri ödemarksområde, Pasvik–Enare trilaterala naturskyddsområde. 